# Марково (село, Кетовський район)
Ма́рково (рос. Марково) — село у складі Кетовського району Курганської області, Росія. Адміністративний центр Марковської сільської ради.
Населення — 571 особа (2010, 662 у 2002).